# به دنبال بنفشه
به دنبال بنفشه یک مجموعهٔ تلویزیونی ایرانی به کارگردانی «منصور پورمند» است که در سال ۱۳۵۶ تولید و از تلویزیون ملی ایران  پخش گردید.

## داستان
«عزیزآقا» مغازه‌داری است که در یکی از شهرستان‌ها زندگی می‌کند و به دختری به نام «بنفشه» دل می‌بندد. اما بنفشه، خود به پسر جوانی به نام «جواد» علاقمند است. پس از ماجراهها و اتفاقات گوناگون، سرانجام بنفشه و جواد با یکدیگر ازدواج می‌کنند. 

## بازیگران و عوامل تولید

### بازیگران
- ثریا قاسمی
- پروین دولتشاهی
- جواد میرمیران
- عباس حکمت‌آرا
- بهروز بهنژاد
- ملیحه نصیری
- کیومرث ملک‌مطیعی[۲]
- افروز

### عوامل تولید
- تهیه‌کننده و کارگردان: منصور پورمند
- نویسنده: احمد بهبهانی و منصور پورمند
- تدوین و تصویربرداری: رضا خانی
- فرمت تصویر: ویدئویی
- مدت زمان: ۱۲۴ دقیقه
- محصول تلویزیون ملی ایران
- سال تولید: ۱۳۵۶